# Eliasz Chaim Majzel
Eliasz Chaim Majzel (ur. 1821 w Gródku, zm. 1 maja 1912 w Łodzi) – polski rabin, od 1873 do śmierci naczelny rabin Łodzi.

## Życiorys
Urodził się w Gródku na Wileńszczyźnie. Był prawnukiem gaona Arona Szmula Kajdamowera i wnukiem po kądzieli gaona Eliezera Grajwera. Nauki pobierał w Kownie i Wołoszczynie. W wieku 17 lat został rabinem i objął urząd w rodzinnej miejscowości. Następnie, w latach 1864–1867, był rabinem w Prużanie, a w latach 1867–1873 w Łomży. W 1873 został wybrany na naczelnego rabina Łodzi.
Był najdłużej pełniącym swoją funkcję rabinem w Łodzi. Za jego czasów nastąpiła rozbudowa gminnych synagog i znaczny rozwój szkolnictwa żydowskiego. Znany był z dbałości o odpowiedni poziom wykształcenia podległych sobie rabinów, a także z niezwykłej dobroczynności i działalności charytatywnej. Między innymi razem z przedstawicielami Kościoła katolickiego organizował darmowe kuchnie dla biedoty obu wyznań. Potrafił łagodzić spory pomiędzy ortodoksami i chasydami a żydami postępowymi. Cieszył się ogromną popularnością wśród łódzkiej społeczności żydowskiej. Doprowadził także do powstania szpitala żydowskiego (obecnie Szpital Kliniczny im. dr. S. Sterlinga).

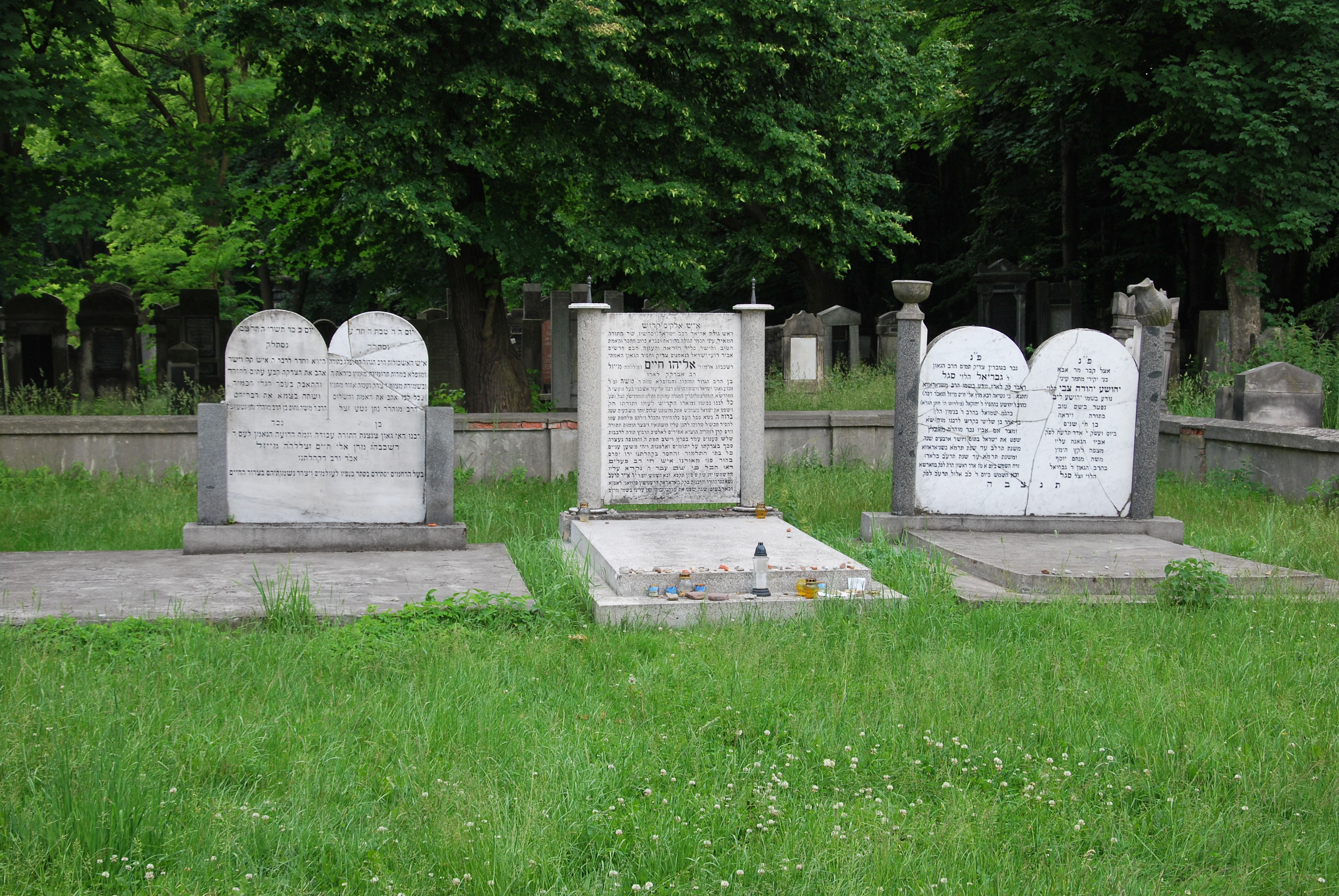
Grób Eliasza Chaima Majzela

Został pochowany na nowym cmentarzu żydowskim przy ulicy Brackiej w Łodzi. Co roku w jorcajt rabina do jego grobu pielgrzymują liczni Żydzi z całego świata.